# 重岗街道
重岗街道是中华人民共和国江苏省宿迁市泗洪县下辖的一个街道办事处。

## 行政区划
重岗街道下辖以下村级行政区划单位：
康泰社区、华沟社区、双洋社区、东江社区、早陈社区、董沟社区、徐沟社区、袁集社区、余庄社区、朱圩社区、顺河社区、梁庙社区、后陈社区、英李社区、中韩社区、王寿社区、朱井社区、大谢社区、刘洞社区、林场社区和果园社区。